# Andrej Smetski
Andrej Smetski (Russisch: Андрей Смецкий) (Leningrad, 16 februari 1973) is a Russisch autocoureur.

## Carrière
Smetski heeft deelgenomen aan verschillende Russische kampioenschappen, waaronder de Volkswagen Polo Cup, het Super Production Championship en de Lada Ice Cup. In 2007 eindigde hij achter Aleksandr Lvov als tweede in het Russian Touring Car Championship in een Honda Accord. In 2007 nam hij ook deel aan het raceweekend op de Scandinavian Raceway in het World Touring Car Championship voor het team Golden Motors. In 2008 keerde hij terug voor de raceweekenden op het Circuit Ricardo Tormo Valencia en het Automotodrom Brno, waarin zijn beste resultaten slechts twee 21e plekken waren in Valencia. Door problemen met het budget stapte het team over naar het Finnish Touring Car Championship en Smetski is sindsdien niet teruggekeerd in het WTCC.